# راج کومار پال
راج کومار پال (انگلیسی: Raj Kumar Pal؛ زادهٔ ۱ مهٔ ۱۹۹۸) بازیکن هاکی روی چمن اهل هند است.